# تقي الدين المقريزي
أَبُو العَبَّاسِ تَقِيُّ الدِّينِ أحمَدُ بنُ عَلِيِّ بنِ عَبدِ القادِرِ بنِ مُحَمَّدٍ المَقْرِيزِيُّ (764 - 845 هـ / 1364 - 1442 م)، هو مؤرِّخ مسلم ولادته ووفاته بالقاهرة، اعتنى بالتاريخ من نواحيه كلها، ويُعَدُّ مؤرِّخَ الديار المصرية. أصله من بَعْلَبَكّ، ونِسبته إلى حارة المقارزة (محلة مَقْرِيز، من حارات بعلبك في أيامه)، وهناك من رفع نسبه إلى أمير المؤمنين علي بن أبي طالب من طريق الحكَّام الفاطميين. وليَ في القاهرة الحِسْبة والخَطابة والإمامة مرَّات، واتصل بالملك الظاهر برقوق، فدخل دمشق مع ولده الناصر سنة 810 هـ، وعُرض عليه قضاؤها فأبى، وعاد إلى مصر.

## حياته
المؤرخ تقي الدين أحمد أبو محمد وأبو العباس بن علي بن عبد القادر بن محمد المقريزي الشافعي الأثري، من أعلام التاريخ، سار شوطاً بعيداً في حدود الفكر والعقل. وبحث في أصول الديانات، وكانت له دراية بمذاهب أهل الكتاب، كان حسن الخلق، كريم العهد، كثير التواضع، عالي الهمة فيمن يقصده لنيل العلم والدراسة، محباً للذاكرة والمداومة على التهجد والأوراد وحسن الصلاة ومزيد الطمأنينة، ملازماً لبيته (ويتهمه السخاوي بعدم الإتقان فيما يرويه من الحوادث عن المتقدمين ولكن المؤرخين لم يعولوا على ما ذكره السخاوي فيه لأن آثار المقريزي شاهدة له بالعلم والفضل – وابن حجر وهو شيخ السخاوي يقول فيه «في المقريزي» له النظم الفائق والنثر الرائق)، ثم يقول عنه أحد المؤرخين: (إن المقريزي كان متبحراً في التاريخ على اختلاف أنواعه، ومؤلفاته تشهد له بذلك وإن جحده السخاوي بذلك، فذلك رأيه في غالب أعيان معاصريه).
عُرف بالمقريزي نسبة لحارة في بعلبك تعرف بحارة المقارزة فيقال أن أجداده من بعلبك وأن والده ذهب إلى القاهرة حيث ولى بها بعض الوظائف، ولد المقريزي حسبما يذكر هو عن نفسه بعد سنة 760 هـ وابن حجر يقول إن مولده كان في سنة 766 هـ كما رآه بخط المقريزي نفسه، أما الإمام السيوطي فيقول إن مولده كان في عام 769 هـ، أما وفاته فهي محل اتفاق، حيث توفي في مصر عصر يوم الخميس 16 رمضان سنة 845 هـ بالقاهرة ودفن يوم الجمعة قبل الصلاة بحوش الصوصية البيبرسية. (كان المقريزي محل احترام رجال الدولة في عصره وكانوا يعرضون عليه أسمى المناصب فكان يجيب مرة ويرفض أخرى، وحبب إليه العلم في آخر أمره فأعرض عن كل مظاهر الحياة وأبهتها وفرّغ نفسه للعلم وكان ميله إلى التاريخ أكثر من غيره حتى اشتهر ذكره به وبعد صيته فألف كثيراً وأجاد في مؤلفاته التي أربت على مئتي مجلد كبار، كما يقول هو عن نفسه وقلما أجاد مكثر. كان سلفيّ العقيدة، أثريّاً على الجادة، محباً للسلف ، يثني على مذهبهم وعقيدتهم ويدافع عنه في وقت انتشار عقائد مخالفة.
شغل المقريزي العديد من وظائف الدولة في عصره، حيث ولي فيها الحسبة والخطابة والإمامة عدة مرات، ثم عمل مع الملك الظاهر برقوق ودخل دمشق مع ولده الناصر سنة 810 هـ، وعُرض على المقريزي قضاؤها فأبى، ثم عاد فيما بعد إلى مصر.
وتجدر الإشارة هنا إلى أن بعض الأعمال للمقريزي، قد تمت ترجمتها ونقلها إلى لغات غير العربية، فقد قام المستشرق (كواتر مير) بترجمة قسم كبير من كتاب السلوك للمقريزي وبخاصة ما يتعلق بمرحلة حكم المماليك لمصر، تحت عنوان: “Histoire des Sultan Mamlouks etc, Paris 1832 –45” ثم تابع (بلوشيت) الترجمة وأكمل ما جاء به كواتر مير في عام 1908م، حيث كتب عن تاريخ مصر وفقاً للمقريزي وأصدر كتاباً بعنوان:
“Histoire d'Egypte de Makrizi, trans. E. Blochet -Leroux, 1908”.
احتل المقريزي مركزاً عالياً بين المؤرخين المصريين في النصف الأول من القرن التاسع الهجري، حيث أن معظم المؤرخين الكبار كانوا تلاميذ المقريزي، مثل أبي المحاسن يوسف بن تغري بردي مؤلف الكتاب التاريخي النجوم الزاهرة في ملوك مصر والقاهرة، والسخاوي و(أما أحمد بن علي المقريزي، فلا خلاف في تبوئه صدارة المؤرخين المصريين، في النصف الأول من القرن التاسع الهجري ويكفي دليلاً على هذا أن فطاحل ذلك الجيل من المؤرخين في مصر كانوا تلاميذ المقريزي.
واستحق كتاب المقريزي (السلوك لمعرفة دول الملوك) المكانة الأولى بين كتب التاريخ في عصره، ومن مؤلفاته أيضاً كتاب (عقد جواهر الأسفاط من أخبار مدينة الفسطاط)، الذي حاول فيه المقريزي أن يكتب عن تاريخ مصر خلال الفترة التي امتدت منذ الفتح العربي إلى مرحلة ما قبل تأسيس الدولة الفاطمية، وكتاب (اتعاظ الحنفا بأخبار الخلفا) حول تاريخ مصر في زمن الدولة الفاطمية، وكتاب (إغاثة الأمة بكشف الغمة) الذي يتحدث فيه عن تاريخ المجاعات في مصر وأسبابها.
لقد عاش المقريزي جانباً من حياته معاصراً لدولة المماليك البحرية كما عاش شطرها الآخر في عهد المماليك البرجية، وهما دولتان تكادان تكونان أغرب دولتين تحكمتا في تاريخ مصر ردحاً من الزمن غير قصير ولم يكن المماليك سوى أرقاء يُشترون ويُباعون بين السلع ولما ضعفت سلطة الخلفاء العباسيين، وانصرفوا عن الاهتمام بشأن الشعب، لجؤوا إلى الإكثار في ابتياع المماليك، وسلموهم زمام السيف، ليكونوا حماتهم، وعدتهم، وكذلك فعل حكام مصر من الطولونيين والأخشيديين والفاطميين. ثم لم يلبث ضعف الخلفاء والسلاطين المتمادي، وابتعادهم المستمر عن الشعب، أن أفسح المجال رحباً أمام تطلع المماليك أنفسهم إلى السلطة واستطاع هؤلاء التربع على كرسي الحكم، والإطاحة بالأيويبين التي كانت دولتهم قد ضعفت، وأهل البلاد، وأمسكوا بزمام الأمور وأسسوا دولة المماليك التي دافعت عن المسلمين وتصدت للصليبيين والمغول.
يتميز الفكر الاقتصادي عند المقريزي بالروح العلمية، ويعتمد على الأسس المادية في مناقشته وطرحه للقضايا، فهو يأخذ بمبدأ السببية، ويتنكر لمبدأ القدرية. (فالأمور كلها، قلها وجلها، إذا عُرفت أسبابها، سهل على الخبير إصلاحها. (فالمجاعات وأمثالها، ليست شيئاً مفروضاً على الإنسان من عل، ينزل بأمر، ويرتفع بأمر، كما أنها ليست ناجمة عن جهل الطبيعة وعماها، دون أن يكون للإنسان بها دور بل هي ظاهرات مادية اجتماعية، لم تلازم البشر دائماً، ولكنها تقع آناً، وتنقطع آناً آخر، تقع عندما تجتمع أسبابها ودواعيها، وتنقطع عندما تنتهي تلك المسببات والدواعي، أن كل شيء خاضع للتطور، يولد وينمو ويموت.

## مما كتب

### عن كتاب: «الذهب المسبوك في ذكر من حج من الخلفاء والملوك»
وقد ألف المقريزي رسالته «الذهب المسبوك في ذكر من حج من الخلفاء والملوك» في ذي القعدة سنة 841هـ، قبل وفاته بأربع سنوات، وبدأها بفصل في حجة الرسول محمد ﷺ التي تسمى حجة الوداع، وحجة البلاغ، وحجة الإسلام، فقد كانت حجة الوداع لأنها آخر مرة رأى فيها النبي، مكة والبيت الحرام، وكانت حجة البلاغ؛ لأن الرسول أتم فيها بلاغ رسالته للناس، وكانت حجة الإسلام؛ لأن الله أكمل فيها الدين، وأتم النعمة على المسلمين.
وبعد حجة الوداع يؤرخ المقريزي لمن حج من الخلفاء والملوك، حيث تضم رسالته ثلاثة عشر خليفة أولهم أبو بكر الصديق وآخرهم الحاكم بأمر الله أبو العباس أحمد ثاني خلفاء بني العباس بمصر، ومن الملوك ثلاثة عشر، أولهم الصليحي علي بن محمد بن علي ملك اليمن، الذي حج سنة 455 هـ، وملك مكة، ونشر بها العدل، وأكثر فيها من الإحسان، ومنع المفسدين، وأمن الناس أمناً لم يعهدوه قبله، ورخصت بها الأسعار لكثرة ما جلب إليها بأمره، فأحبه الناس حبا زائدا، وكسا الكعبة الديباج الأبيض، وكان آخر الملوك الثلاثة عشر الذين وصف المقريزي رحلتهم للحج، الملك الأشرف شعبان بن حسين بن محمد بن قلاوون، الذي تولى الملك في شعبان سنة 764 هـ.
أما حج الخلفاء – كما يقول المقريزي – فأولهم أبو بكر الصديق الذي حج بالناس في خلافته سنة 12 هـ، واستخلف على المدينة عثمان بن عفان، أما عمر بن الخطاب فكانت خلافته عشر سنين ونصف، حج في جميعها إلا السنة الأولى فقط، فإنه حج بالناس فيها عتاب بن أسيد. وكانت خلافة عثمان اثني عشر سنة، وقد حج جميع سنين خلافته إلا السنة الأولى والأخيرة، وأما أمير المؤمنين علي بن أبي طالب فلم يحج في خلافته لاشتغاله ب حرب الجمل وصفين.
وتحدث المقريزي في رسالته عن عدد من الخلفاء والأمراء والملوك الذين رحلوا إلى مكة لفريضة الحج، فقد حج معاوية بن أبي سفيان بالناس عدة سنين، وحج عبد الله بن الزبير بالناس ثماني حجج.
وحج الوليد بن عبد الملك سنة إحدى وتسعين، فلما قدم المدينة غدا إلى المسجد ينظر إلى بنائه وأخرج الناس منه ولم يبق غير سعيد بن المسيب فلم يجسر أحد من الحرس على أن يخرجه، فأتاه الوليد ومعه عمر بن عبد العزيز والي المدينة، فسلم عليه وسأله عن حاله، ثم انصرف وهو يقول لعمر: هذا بقية الناس. وحج هشام بن عبد الملك سنة 106 هـ.

### كتابه «إغاثة الأمة بكشف الغمة»
تاريخ المجاعات في مصر وأسبابها
أراد المقريزي في كتابه «إغاثة الأمة بكشف الغمة» أو «تاريخ المجاعات في مصر»، الحديث عن الأزمات الاقتصادية والمجاعات التي عاشتها مصر، ليصور لنا ما لاقته معظم فئات الشعب والجماهير المصرية من ضروب المحن والمآسي، في غفلة من الحكام، الذين فضل معظمهم الابتعاد عن الجماهير، وجعلوا كل همهم في جني الأموال وتحصيلها والإكثار منها، والاحتفاظ بالسلطة والحكم بمختلف الوسائل الأخلاقية وغير الأخلاقية، ومهما حل بالشعب من آلام ومصائب.
استطاع المقريزي أن يحدد الأسباب التي أدت إلى حدوث هذه المآسي والمجاعات ووصفها واحداً واحداً لتلافيها وعدم الوقوع فيها مرة ثانية. لقد عدد الكثير من المجاعات التي ألمت بمصر وأوضح صورها وأسبابها وحمّل مسؤولية هذه المجاعات للحكام الغافلين عن مصالح العباد، والغارقين في ملذات الدنيا وعبثها (ذكر منها قرابة ستاً وعشرين مجاعة). لقد كانت وسائل الإنتاج بسيطة، حيث كان يسود في المدينة الإنتاج الحرفي مع أدواته البسيطة، وتمركزه الضعيف ورأسماله القليل، أما في الأرياف فلم تكون وسائل الإنتاج تعدو المألوف من محاريث يدوية وأوائل زراعية تقليدية
يوضح المقريزي بأن المصائب والمحن تعاظمت على الناس في مصر بحيث ظن الناس أن هذه المحن لم يكون فيما مضى مثلها ولا مر الزمان في شبهها، حتى أنهم قالوا لا يمكن زوالها، وغفلوا أن ما بالناس هو ناتج من سوء تدبير الزعماء والحكام، وغفلتهم عن النظر في مصالح العباد، وما هذه الأزمة التي تمر بها مصر حالياً إلا كما مر من الأزمات والمصائب والمحن التي مرت بها فيما مضى من الأزمات
حاول المقريزي أن يذكر من الأزمات والمحن والمجاعات التي مرت بها مصر فيما مضى، ما يتضح به أنها كانت أشد وأصعب من هذه المحن التي نزلت بالناس في هذا الزمان بأضعاف مضاعفة، حتى ولو كانت الأزمة الحالية مشاهدة والماضية خبراً.
أكد المقريزي على أن المحن والأزمات تتعاقب على هذا الكون منذ بداية الخليقة وفي سائر الأقطار والبلدان، وهو يحاول أن يوضح في كتابه هذا ما حل بمصر وشعب مصر من المجاعات منذ آدم وإلى الزمن الحاضر «الذي عاشه» وهو يعود إلى التاريخ ويحاول أن يوضح ويذكر أهم ما حدث لشعب مصر من المصائب على مر العصور. ويذكر على لسان الأستاذ إبراهيم بن وصيف شاه في كتابه أخبار مصر لما قبل الإسلام، (أن أول غلاء وقع بمصر كان في عهد الملك السابع عشر من ملوك مصر قبل الطوفان. واسمه افروس بن مناوش الذي كان طوفان نوح في زمنه، على قول ابن هرجيب بن شلهوب، وكان سبب الغلاء ارتفاع الأمطار وقلة ماء النيل، فعقمت البهائم، ووقع الموت فيها لما أراده الله سبحانه وتعالى من هلاك العالم بالطوفان.

### كتابه «شذور العقود في ذكر النقود»
النقود هي الذهب والفضة فقط:
يقول تقي الدين أحمد بن علي المقريزي، مؤرخ الديار المصرية، في كتابه شذور العقود في ذكر النقود:
إن النقود التي تكون أثماناً للمبيعات وقيماً للأعمال إنما هي الذهب والفضة فقط ولا يعلم في خبر صحيح ولا سقيم عن أمة من الأمم ولا طائفة من طوائف البشر، أنهم اتخذوا أبداً في قديم الزمان ولا حديثه نقداً غيرهما، إلا أنه لما كانت في المبيعات محقرات تقل عن أن تباع بدرهم أو بجزء منه احتاج الناس من أجل هذا في القديم والحديث من الزمان إلى شيء سوى الذهب والفضة يكون بإزاء تلك المحقرات، ولم يسم أبداً ذلك الشيء الذي جعل للمحقرات نقداً البتة فيما عرف من أخبار الخليقة، ولا أقيم قط بمنزلة أحد النقدين، واختلفت مذاهب البشر وآراؤهم فيما يجعلونه بازاء تلك المحقرات، ولم تزل بمصر والشام وعراقي العرب والعجم وفارس الروم في أول الدهر وآخره ملوك هذه الأقاليم لعظمهم وشدة بأسهم ولعزة شأوهم وخنزانة سلطانهم يجعلون بازاء هذه المحقرات نحاساً يضربون منه اليسير قطعاً صغاراً تسمى فلوساً لشراء ذلك، ولا يكاد يؤخذ منها إلا اليسير، ومع ذلك فإنها لم تقم أبداً في شيء من هذه الأقاليم بمنزلة أحد النقدين
اهتم تقي الدين المقريزي بالمشكلات الاقتصادية وقدم لنا أفكاراً عن بعض الظواهر النقدية، ودرس في كتابه(إغاثة الأمة بكشف الغمة) ظاهرة المجاعة، أو ما يمكن التعبير عنها بالأزمة في المجتمع الرأسمالي (فقد شخص النقص في إنتاج قيم الاستعمال من المنتجات والسلع وارتفاع أثمانها، وبين أثر العامل النقدي فيما يتعلق بكمية النقود في النشاط الاقتصادي من خلال أثرها في المستوى العام للأثمان، كما لاحظ افتقاد النقود المعدنية النفيسة (الذهبية والفضية) تاركة المجال للنقود النحاسية في التداول خلال فترة المجاعة، وذلك لأن ارتفاع الأثمان قد خفض من القيمة الشرائية للنقود، وبما أن الذهب والفضة، كمعدنين نفيسين، قد ارتفع ثمنهما بالمقارنة مع سعر الصرف المقرر رسمياً لهذه النقود المعدنية، مما جعل استخدامهما في صناعة الحلي والأواني وغيرها أكثر مردوداً، وهكذا تطرد العملة الرديئة العملة الجيدة، وبهذا نجد في فكر المقريزي كما لاحظ د. دويدار جوهر، ما يسمى قانون كريشام (1519م-1579م) الذي جاء من بعده بنحو مائة عام.

## مؤلفاته
ترك عدداً من الكتابات التاريخية الفائقة الأهمية مثل:
- (المواعظ والاعتبار بذكر الخطط والآثار)، ويعرف بخطط المقريزي.
- السلوك لمعرفة دول الملوك.
- إغاثة الأمة بكشف الغمة.
- تاريخ الأقباط.
- البيان والإعراب عما بأرض مصر من الأعراب، الذي يعد حجة في موضوع استيطان القبائل من العرب والأمازيغ بمصر، من دخول عمرو بن العاص وحتى حياة المقريزي.
- التنازع والتخاصم في ما بين بني أمية وبني هاشم.
- (تاريخ الحبش).
- (شذور العقود في ذكر النقود) رسالة.
- تجريد التوحيد المفيد، الذي ناقش فيه عقيدة توحيد الألوهية، وأبطل فيه شركيات العبادة، كصرف الدعاء والرجاء والتوسل لغير الله سبحانه وتعالى.
- (نحل عبر النحل).
- (إمتاع الأسماع بما للرسول من الأبناء والأموال والحفدة والمتاع)، تسعة مجلدات، طبع الأول منه [بتحقيق محمود محمد شاكر، ثم طُبع كاملا].
- (منتخب التذكرة) تاريخ.
- (تاريخ بناء الكعبة - خ) بخطه، في الظاهرية.
- اتعاظ الحنفاء بأخبار الأئمة الفاطميين الخلفاء.
- رسالة في (الأوزان والأكيال).
- (الخبر عن البشر) تاريخ عام كبير.
- عقد جواهر الأسفاط في ملوك مصر والفسطاط.
- درر العقود الفريدة في تراجم الأعيان المفيدة.
- الإلمام بأخبار من بأرض الحبشة من ملوك الإسلام.
- الطرفة الغريبة في أخبار حضرموت العجيبة.
- (مختصر الكامل، لعبد الله بن عدي)، بخطه سنة ٧٩٥ في ملا مراد باستنبول، الرقم ٥٦٩ (كما في مذكرات الميمني - خ) [طُبع]
- (شارع النجاة) في أصول الديانات واختلاف البشر فيها.
- الإعلام بمن ملك أرض الحبشة في الإسلام.
- المقفى الكبير.

## ما يميز كتاباته
1. الموضوعية والأمانة التاريخية في السرد والعرض.
2. وتنبثق عن الموضوعية صفة العفة والأخلاق الرفيعة والترفع عن الإساءة إلى الآخرين.
3. التدقيق والتقصي والتحقيق والتعليل.
4. الدخول في التفاصيل الدقيقة: أحوال النيل – الحياة اليومية – الفساد – الرشوة – الغلاء – إغراق الأسواق بالنقود.
5. التركيز على الموضوع وعدم الاستطراد، وعدم الخروج على الموضوع.
6. الحيادية تجاه الحكام وعدم مداهنتهم والتقرب إليهم.